# 波多黎各律師公會

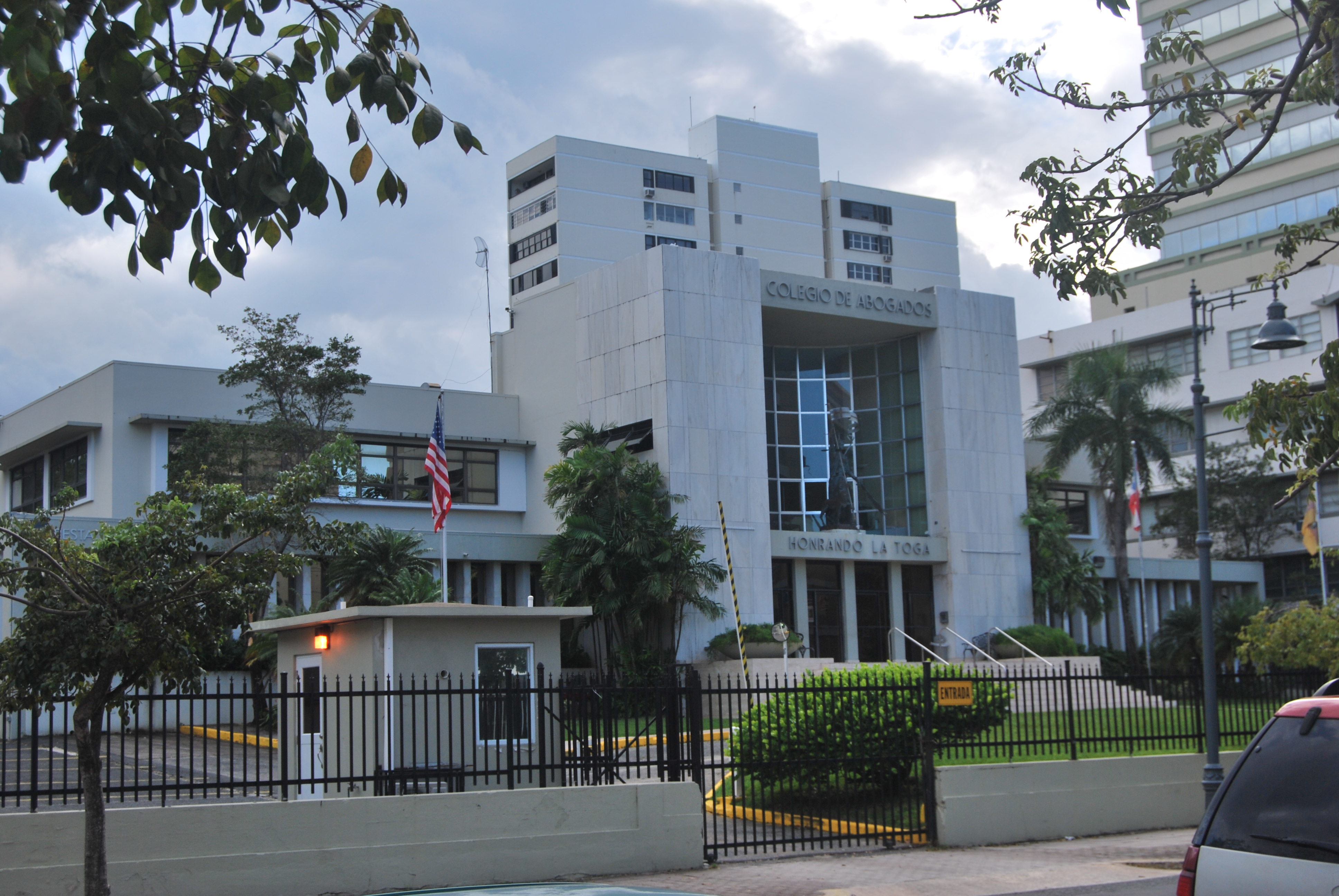
波多黎各律師公會總部位於波多黎各聖胡安桑圖爾塞區.

波多黎各律師公會（英語：Bar Association of Puerto Rico (BAPR)）為波多黎各的律師公會。它是波多黎各最古老的專業公會，也是世界上最古老的律師公會之一。波多黎各律師公會不同於波多黎各裔律師公會；波多黎各裔律師公會屬於私人的公會。

## 歷史沿革
儘管波多黎各早被西班牙殖民，不過在16世紀時波多黎各的律師協會就成已經立。但直到1840年5月8日，波多黎各皇家法院才發布命令授權建立律師公會。當時有22名律師在波多黎各執業。公會的第一次律師考試於1841年5月13日舉行。波多黎各律師公會於1857年出版了第一本波多黎各皇家法院的法律書籍。